# Ктенас
Ктена̀с или Таракчилар (на гръцки: Κτενάς, до 1927 година: Ταρακτσιλάρ, Таракцилар) е село в Гърция, в дем Кожани, област Западна Македония.

## География
Ктени е разположено на около 20 километра северозападно от град Кожани и на 3 km югоизточно от Сидерас (Демирджилер), в източното подножие на планината Червена гора (Вуринос).

## История

### В Османската империя
През XIX век Таракчилер е турско село в Кожанската каза на Серфидженския санджак.
На Етнографската карта на Битолския вилает на Картографския институт в София от 1901 година Таракчилер е чисто турско село в Кайлярската каза на Серфидженския санджак с 20 къщи.
Според статистика на Серфидженския санджак на гръцкото консулство в Еласона от 1904 година в Таракчилар (Ταρακτσιλάρ), Кожанска каза, живеят 125 турци.

### Гърция
През Балканската война в 1912 година в селото влизат гръцки части и след Междусъюзническата в 1913 година остава в Гърция.
През 20-те години населението му се изселва в Турция и на негово място са настанени гърци бежанци от Турция. В 1928 година селото е изцяло бежанско с 45 семейства и 174 жители бежанци.
Населението произвежда тютюн и картофи и други земеделски продукти, като частично се занимава и със скотовъдство. От 1981 година населението му е броено към това на Сидерас.
| Година    | 1913 | 1920 | 1928 | 1940 | 1951 | 1961 | 1971 | 1981 | 1991 | 2001 | 2011 | 2021 |
| --------- | ---- | ---- | ---- | ---- | ---- | ---- | ---- | ---- | ---- | ---- | ---- | ---- |
| Население | 164  | 211  | 162  | 141  | 166  | 178  | 39   |      |      |      |      |      |